# حق التصويت في أستراليا
يشير حق التصويت في أستراليا إلى حق التصويت (يشار إليه عادة باسم حق الامتياز «فرانشايز») إلى لأشخاص الذين يعيشون في أستراليا، بما في ذلك جميع الولايات الستة المكونة لها (قبل 1901 تسمى المستعمرات) والأقاليم، والمجالس المحلية أيضًا. في الوقت الذي بدأت فيه مستعمرات أستراليا بمنح حق الاقتراع العام للذكور خلال الخمسينيات من القرن التاسع عشر، مع حق المرأة في الاقتراع في الفترة ما بين تسعينيات القرن التاسع عشر وبداية القرن العشرين، لم يُمنح رجال الأمة الأسترالية الأولى ونساؤها حق التصويت حتى عام 1962. واليوم، يتمتع جميع مواطني أستراليا الذين تزيد أعمارهم عن 18 عامًا بحق التصويت على المستوى الفيدرالي ومستوى الولاية والمستوى المحلي للحكومة.

## نظرة تاريخية

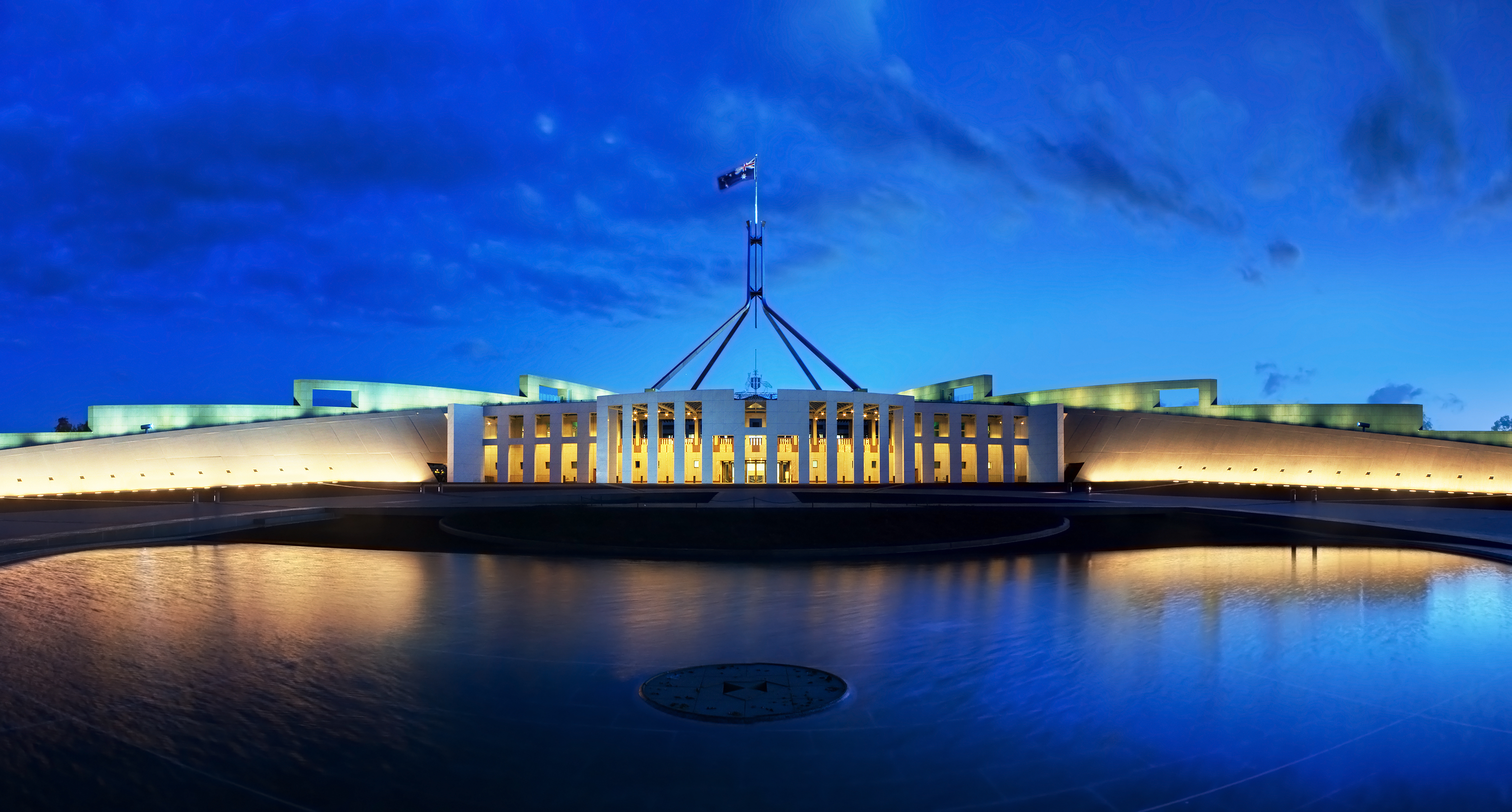
دار البرلمان في كانبرا.

عند أول مستوطنة بيضاء في نيو ساوث ويلز في عام 1788، كان للحكام المعينين سلطات استبدادية داخل المستعمرة، لكن بدأ التحريض للحصول على حكومة تمثيلية بعد فترة وجيزة من المستوطنة. أُنشأ في عام 1825 هيئة تشريعية، هي المجلس التشريعي لولاية نيو ساوث ويلز، وهي هيئة مُعيّنة مهمتها تقديم المشورة للحاكم. في 24 أغسطس 1824، عُيّن 5 أعضاء في المجلس، زاد عدد أعضائه إلى 7 أعضاء في عام 1825، وبين 10 و15 في عام 1829. وفي عام 1829 أيضًا، مُددَّت السيادة البريطانية لتشمل أستراليا بأكملها، وأصبح كل من وُلد في أستراليا -بما في ذلك السكان الأصليين وسكان جزر مضيق توريس- بريطانيين منذ ولادتهم.
أجريت أول انتخابات برلمانية في أستراليا في عام 1843 للمجلس التشريعي في نيو ساوث ويلز بموجب قانون دستور نيو ساوث ويلز لعام 1842 (المملكة المتحدة). كان المجلس مؤلفًا من 36 عضوًا، 12 منهم عينهم الحاكم، وانتُخِب البقية. اقتصر حق التصويت على الرجال الذين يملكون ملكية حرة بقيمة 200 جنيه إسترليني أو صاحب منزل يدفع إيجارًا بقيمة 20 جنيهًا إسترلينيًا سنويًا، كان كلاهما مبالغ كبيرة جدًا في ذلك الوقت.
مُنِح الحكم الذاتي المسؤول لتاسمانيا (1 مايو 1855) وجنوب أستراليا (24 يونيو 1856) ونيو ساوث ويلز وفيكتوريا (16 يوليو 1855) وكوينزلاند (6 يونيو 1859) وأستراليا الغربية في عام 1890. قُيّدَت الأهلية للتصويت وتنوّعت بين المستعمرات بناءً على العمر والجنس وملكية الممتلكات. شملت معظم المستعمرات رجالًا من السكان الأصليين في حق التصويت، ولكن لم يُشجّعوا على التسجيل. ورفضت كوينزلاند وأستراليا الغربية التصويت للسكان الأصليين.
أُدخِل اقتراع سرّي مبتكر في تاسمانيا في 4 فبراير 1856 وفيكتوريا (13 مارس 1856) وجنوب أستراليا (12 فبراير 1856) ونيو ساوث ويلز (1858) وكوينزلاند (1859) وغربي أستراليا (1877).
في عام 1856، بموجب دستور جديد، أصبح برلمان نيو ساوث ويلز مكونًا من مجلسين بمجلس تشريعي منتخب بالكامل ومجلس تشريعي معين بالكامل مع وجود حكومة تتولى معظم السلطات التشريعية للحاكم. في 22 مايو 1856، افتُتِح برلمان نيو ساوث ويلز المُشكّل حديثًا ووُضِع للمرة الأولى. مُدِّد حق التصويت للمجلس التشريعي ليشمل جميع الذكور البالغين في عام 1858.
مُنحَت جميع النساء في جنوب أستراليا الحق في التصويت في انتخابات جنوب أستراليا في عام 1894، تلتها النساء في أستراليا الغربية في عام 1899.
في عام 1901، اتحدت المستعمرات الأسترالية الست لتشكيل كومنولث أستراليا الفيدرالي. استندت الانتخابات الأولى لبرلمان الكومنولث في عام 1901 إلى قوانين الانتخابات في ذلك الوقت من المستعمرات الستة، إذ يتمتع أولئك الذين لديهم الحق في التصويت والترشيح للبرلمان على مستوى الولايات بنفس الحقوق في الانتخابات الفيدرالية الأسترالية لعام 1901. فقط في جنوب أستراليا (منذ عام 1895) وفي غرب أستراليا (منذ عام 1899) حصلت النساء على تصويت. احتفظت تاسمانيا بمؤهلات مُلكِية صغيرة للتصويت، لكن في الولايات الأخرى، يمكن لجميع الرعايا البريطانيين الذكور الذين تزيد أعمارهم عن 21 عامًا التصويت. كان يحق للأستراليين الأصليين فقط في جنوب أستراليا (بما في ذلك الإقليم الشمالي) وتاسمانيا التصويت حتى من الناحية النظرية. طبق ذلك البعض في جنوب أستراليا. منعت أستراليا الغربية وكوينزلاند السكان الأصليين على وجه التحديد من التصويت.
في عام 1902، أقرّ برلمان الكومنولث قانون امتياز الكومنولث لعام 1902، الذي أنشأ قانون امتياز موحدًا للبرلمان الاتحادي. أعلن القانون أنه يحق لجميع الرعايا البريطانيين الذين تزيد أعمارهم عن 21 عامًا والمقيمين في أستراليا لمدة 6 أشهر على الأقل التصويت، سواء أذكورًا كانوا أم إناثًا، أمتزوجين أم عازبين. إلى جانب منح المرأة الأسترالية حق التصويت على المستوى الوطني، سُمِح لها أيضًا بالترشح للانتخابات البرلمانية الفيدرالية. وهذا يعني أن أستراليا كانت الدولة الثانية، بعد نيوزيلندا، التي تمنح المرأة حق الاقتراع على المستوى الوطني، وأول دولة تسمح للمرأة بالترشح للبرلمان. ومع ذلك، فقد حرم القانون السكان الأصليين من أستراليا وآسيا وأفريقيا وجزر المحيط الهادئ، باستثناء الماوريين، من التصويت، بالرغم من أنهم كانوا رعايا بريطانيين ولهم الحق في التصويت. بموجب هذا البند، كان الشعب الهندي على سبيل المثال غير مؤهل للتصويت. وكان الاستثناء الوحيد يتعلق بأولئك الذين يحق لهم التصويت بموجب المادة 41 من الدستور الأسترالي. تنص المادة 41 على أن أي فرد حصل على حق التصويت على مستوى الدولة، يجب أن يتمتع أيضًا بحق التصويت في الانتخابات الفيدرالية. وفسر كاتب العدل العام آنذاك (روبرت غاران) هذا البند بأنّ حقوق التصويت في الكومنولث مُنحت بموجب المادة 41 فقط للأشخاص المصوّتين بالفعل على مستوى الولاية في عام 1902. لم يكن الغرض تمكين الذين حصلوا لاحقًا على حق التصويت على مستوى الولاية، بل لأولئك المقصيين بشكل صريح من حق الامتياز بموجب قانون 1902، مثل السكان الأصليين الأستراليين، للتصويت أيضًا على المستوى الفيدرالي. ولأولئك أيضًا الذين كان يحق لهم التصويت خلاف ذلك ولكنّهم خضعوا لجريمة تنطوي على عقوبة بالسجن لمدة تزيد عن عام وأصبحوا غير مؤهلين للتصويت. لم يكن هناك أي تمثيل لأي من أقاليم أستراليا.
في غضون ذلك، استمر سريان قوانين امتياز الولاية إلى أن عُدل كل قانون منها على حدة.
في عام 1897، في جنوب أستراليا، كانت كاثرين هيلين سبنس أول امرأة تُرشّح بصفتها مرشحة سياسية. خُفّفَت القيود المفروضة على التصويت من قبل السكان الأصليين الأستراليين بعد الحرب العالمية الثانية، وأُزيلت بموجب قانون الكومنولث الانتخابي في عام 1962. أصبحت السناتور نيفيل بونر أول أسترالية من السكان الأصليين تجلس في البرلمان الفيدرالي في عام 1971. أصبحت جوليا غيلارد أول رئيسة وزراء لأستراليا في عام 2010.